# Cratere Henry Frères
Henry Frères è un cratere lunare di 41,73 km situato nella parte sud-occidentale della faccia visibile della Luna.
Il cratere è dedicato ai fratelli astronomi francesi Paul-Pierre e Prosper-Mathieu Henry.

## Crateri correlati
Alcuni crateri minori situati in prossimità di Henry Frères sono convenzionalmente identificati, sulle mappe lunari, attraverso una lettera associata al nome.
| Henry Frères | Coordinate            | Diametro (in km) |
| ------------ | --------------------- | ---------------- |
| C            | 24°37′48″S 59°49′48″W | 35,14            |
| E            | 24°36′36″S 60°07′48″W | 4,2              |
| G            | 22°51′36″S 58°06′00″W | 4,08             |
| H            | 22°18′36″S 56°49′48″W | 6,64             |
| R            | 21°31′12″S 57°54′00″W | 6,98             |
| S            | 20°30′00″S 56°28′48″W | 6,24             |